# Warrenton (Missouri)
Warrenton is een plaats (city) in de Amerikaanse staat Missouri, en valt bestuurlijk gezien onder Warren County.

## Demografie
Bij de volkstelling in 2000 werd het aantal inwoners vastgesteld op 5281.
In 2006 is het aantal inwoners door het United States Census Bureau geschat op 6903, een stijging van 1622 (30,7%).

## Geografie
Volgens het United States Census Bureau beslaat de plaats een oppervlakte van
19,0 km², geheel bestaande uit land. Warrenton ligt op ongeveer 160 m boven zeeniveau.

## Plaatsen in de nabije omgeving
De onderstaande figuur toont nabijgelegen plaatsen in een straal van 16 km rond Warrenton.